# Chceme světlo!
Chceme světlo, chceme více světla bylo hlavní heslo průvodu cca 2000 studentů ze strahovských kolejí, který se na protest proti výpadkům elektřiny na těchto vysokoškolských kolejích konal v Praze 31. října 1967. Veřejná bezpečnost jej na Malé Straně brutálně rozehnala, někteří studenti byli zraněni nebo donuceni odejít ze studia. Událost však pronikla do tehdejších médií a zásah odsoudili akademičtí hodnostáři i veřejnost. Tím byla oslabena pozice tehdejšího vedení KSČ v čele s Antonínem Novotným a demonstrace se stala jednou z předzvěstí pražského jara 1968.

## Průběh
V říjnu 1967 byl chladný podzim a na kolejích se netopilo. Proto si studenti instalovali na pokojích elektrické vytápění vyrobené z topných spirál do žehličky. To ovšem nemohla vydržet elektrická instalace v kolejích, a proto docházelo k výpadkům elektřiny. To se opakovalo několik dní. 
Jednoho dne „přeskočila mezi studenty jiskra“, veliká skupina se shromáždila v prostoru mezi kolejemi a vyrazila směrem na Pohořelec. Po cestě míjeli objekt vojenských skladů a vrátný odtud volal SNB.  Studenti směřovali do centra města směrem na Hrad, ale nakonec čelo průvodu zamířilo do Nerudovy ulice.  Dole v Nerudově ulici už čekalo několik aut SNB  a příslušníci z průvodu vtáhli do aut několik studentů. Ostatní studenti se vrátili na Strahov. SNB propustili všechny studenty až na dva. Na Strahově, v místech, kde končil trolejbus, zůstalo asi 15 vozů Volha s příslušníky SNB a v nich byli ti zadržení studenti. Větší skupina studentů stála proti autům SNB a žádala propuštění svých kolegů. 
Mezitím SNB povolala pohotovostní jednotku mladých příslušníků z Hrdlořez, kteří měli zjevnou chuť studenty mlátit. Když dorazili na Strahov, nastal masakr. Příslušníci SNB mlátili studenty  „hlava nehlava“, nerozlišujíce v nastalé tmě demonstranty od studentů vracejících se ze studoven v Praze v Klementinu. Vnikli i do některých kolejí (blok 3 a 4), u jednoho z těchto bloků rozmlátili dveře.

## Dozvuky
SNB tehdy porušila uznávanou akademickou svobodu[zdroj?] – ani tehdy totiž nebylo zvykem, aby uniformovaná a pendreky opatřená bezpečnost vstupovala do kolejí, menz a škol. Někteří studenti byli zraněni nebo donuceni odejít ze studia. Brutalita VB měla ve veřejnosti odezvu, a proto přišel v následujících dnech na Strahovské koleje zásah studentům vysvětlovat Martin Vaculík, tajemník městského výboru KSČ v Praze, avšak bez většího úspěchu. Některé jeho výroky, např. „My víme, jaké světlo chcete!“ (před padesátým výročím velkého října) nebo „Soudruzi, když jsme my za první republiky protestovali, taky jsme někdy utržili nějakou ránu“, se staly legendárními. V době besedy příslušníci SNB na Smíchově „u tanku“ (dnes náměstí Kinských a zastávka Švandovo divadlo) odkláněli trolejbusovou dopravu, aby se na jednání s Martinem Vaculíkem dostalo co nejméně lidí. 
Strahovské události vyvolaly velké rozhořčení nejen v řadách studentů, ale i v celé společnosti. Mladá fronta sice 14. listopadu protest studentů odsoudila, zároveň ale policejní zásah a chystaná administrativní opatření kritizovala. Rektor Univerzity Karlovy Oldřich Starý a rektor ČVUT Josef Kožoušek se také vyjádřili proti některým excesům VB, nesouhlas s postupem Veřejné bezpečnosti a postojem vedení KSČ dávali najevo studenti a akademičtí funkcionáři většiny pražských i některých mimopražských fakult na různých shromážděních. Pražský vysokoškolský obvodní výbor (VOV) věnoval Strahovu vydání informačního bulletinu, vyvěšovaný také po nástěnkách. Vedení některých fakult bulletin strhávalo a šíření bylo blokováno i městským a ústředním výborem ČSM. Předseda Miroslav Zavadil dokonce vyhrožoval pražskému VOVu jeho zrušením.
Události oslabily v souvislostech se sjezdem československých spisovatelů pozice tehdejšího vedení KSČ v čele s prezidentem republiky Antonínem Novotným a staly se jednou z předzvěstí pražského jara 1968. Brutální zásah proti účastníkům strahovské demonstrace a loajální postoj ÚV ČSM vůči režimu nakonec vyústily na pražských vysokých školách v bouřlivé debaty o dalším osudu ČSM, přispěly k odvolání prezidenta republiky Antonína Novotného (ten se mimochodem také po událostech "objevil" osobně ve Strahovské menze) z funkce prvního tajemníka KSČ, na jehož místo byl na počátku ledna 1968 zvolen Alexander Dubček.